# Rođersija
Rođersija (lat. Rodgersia), biljni rod korjenastih trajnica iz porodice kamenikovki. Pripada mu pet priznatih vrsta iz jugoistočne i istočne Azije i Himalaja.

## Vrste
1. Rodgersia aesculifolia Batalin
2. Rodgersia nepalensis Cope ex Cullen
3. Rodgersia pinnata Franch.
4. Rodgersia podophylla A.Gray
5. Rodgersia sambucifolia Hemsl.